# Piaski (gmina Gielniów)
Piaski – osada w Polsce, położona w województwie mazowieckim, w powiecie przysuskim, w gminie Gielniów.
W latach 1975–1998 miejscowość administracyjnie należała do województwa radomskiego.